# グラハム・アーノルド
グラハム・ジェームズ・アーノルド（英: Graham James Arnold、1963年8月3日 - ）は、オーストラリア・シドニー出身 の元サッカー選手（FW）、サッカー指導者。オーストラリアサッカー協会殿堂。イギリス英語発音では「グレイ（ァ）ム・ジェイムズ・アーノルトゥ（[ˈɡreɪəm dʒeɪmz ˈɑːnəld]）」、アメリカ英語発音では「グラム・ジェイムズ・アーナル（トゥ）（[græm dʒeɪmz ˈɑrnəld]）」。またはグレアムとも。本表題の名前は、検証可能性の観点からJリーグ登録時の名前 を用いている。

## 選手経歴
元オーストラリア代表FW。国際Aマッチ56試合19得点、非公式試合やBマッチなどを含めると85試合33得点の成績を残し、オーストラリアサッカー史上において著名なストライカーの一人。
1980年、ニューサウスウェールズ・プレミアリーグのカンタベリー・マリックビルでキャリアをスタート。1982年よりオーストラリアン・ナショナルサッカーリーグ（NSL）のシドニー・クロアチア（現：シドニー・ユナイテッドFC）へ移籍し、1986年にNSL得点王、リーグ最優秀選手賞を受賞。
1990年から1992年および1995年から1997年はオランダのエールディヴィジ、1992年から1995年はベルギーのジュピラーリーグでプレー。エールディヴィジでは5年余りで58得点を決めている。
1985年にオーストラリア代表として初出場。最後の試合は1997年に行われた1998 FIFAワールドカップ・予選のAFC-OFCプレーオフのイラン代表戦の2戦目だった。この試合でオーストラリアは2点をリードしながら同点に追いつかれたため、W杯出場権獲得は成らなかった（メルボルンの悲劇）。
1997年からオーストラリア代表元監督のエディ・トムソンが監督を務めていたJリーグ・サンフレッチェ広島F.Cに入団。選手として入団したが、若手の久保竜彦にFWとしての経験を伝える教育係でもあった。1998年6月に契約満了する。
退団後はNSL・ノーザン・スピリットFCでプレーイングマネージャー としてプレーし、2001年に引退。

## 指導者経歴
2000年、オーストラリア代表のアシスタントコーチに就任し、監督はフランク・ファリーナ、ヒディンクと代わったが、アーノルドは常にアシスタントコーチとして代表に付き添った。
2006年7月、オーストラリア代表の監督に就任。アジアカップ2007はグループリーグAを2位の成績で決勝トーナメントへ進出。なお、決勝トーナメントは1回戦で日本代表にPK戦で敗退。
その後、U-23代表監督に就任し、北京オリンピック出場に導いた。
2010 FIFAワールドカップ終了後、ローリー・マッキーナの後を受け2010年7月にセントラルコースト・マリナーズFC監督に就任。2011/12レギュラーシーズン、チームを優勝に導きリーグ最優秀監督賞を受賞。2012/13シーズンはグランドファイナルに進出し優勝を飾った。
2014年、Jリーグ・ベガルタ仙台の監督に就任。オーストラリア国外のクラブチームを指揮するのはこれが初めてとなったが、リーグ戦6試合で2分け4敗、ナビスコカップを含めた公式戦8試合で3分け5敗と苦戦。結局1勝も挙げられないまま、4月9日に退任。クラブ側との協議の末、「解任」ではなく「双方合意の上での退任」という形が取られたため違約金は発生しなかった。
2014年5月、オーストラリアに戻りシドニーFC監督に就任。
2018年3月8日、W杯ロシア大会終了後にオーストラリア代表監督に就任することが同国サッカー連盟から発表された。11年ぶりの代表監督復帰となる。
この間、2021年までU-23オーストラリア代表も兼任して東京オリンピックに3大会ぶり出場に導き、W杯カタール大会にも連続で出場させた。
2024年9月5日から始まった2026 FIFAワールドカップ・アジア3次予選では1勝もできず、同年9月20日オーストラリア代表監督を退任した。

## 個人成績
| 国内大会個人成績 | 国内大会個人成績            | 国内大会個人成績 | 国内大会個人成績 | 国内大会個人成績             | 国内大会個人成績 | 国内大会個人成績 | 国内大会個人成績 | 国内大会個人成績 | 国内大会個人成績 | 国内大会個人成績 | 国内大会個人成績 |
| 年度             | クラブ                      | 背番号           | リーグ           | リーグ戦                     | リーグ戦         | リーグ杯         | リーグ杯         | オープン杯       | オープン杯       | 期間通算         | 期間通算         |
| 年度             | クラブ                      | 背番号           | リーグ           | 出場                         | 得点             | 出場             | 得点             | 出場             | 得点             | 出場             | 得点             |
| オーストラリア   | オーストラリア              | オーストラリア   | オーストラリア   | リーグ戦                     | リーグ戦         | リーグ杯         | リーグ杯         | FFA杯            | FFA杯            | 期間通算         | 期間通算         |
| ---------------- | --------------------------- | ---------------- | ---------------- | ---------------------------- | ---------------- | ---------------- | ---------------- | ---------------- | ---------------- | ---------------- | ---------------- |
| 1980             | カンタベリー・ マリックビル |                  |                  |                              |                  |                  |                  |                  |                  |                  |                  |
| 1981             | カンタベリー・ マリックビル |                  |                  |                              |                  |                  |                  |                  |                  |                  |                  |
| 1982             | シドニー・ クロアチア       |                  | NSL              |                              |                  |                  |                  |                  |                  |                  |                  |
| 1983             | シドニー・ クロアチア       |                  | NSL              |                              |                  |                  |                  |                  |                  |                  |                  |
| 1984             | シドニー・ クロアチア       |                  | NSL              |                              |                  |                  |                  |                  |                  |                  |                  |
| 1985             | シドニー・ クロアチア       |                  | NSL              |                              |                  |                  |                  |                  |                  |                  |                  |
| 1986             | シドニー・ クロアチア       |                  | NSL              |                              |                  |                  |                  |                  |                  |                  |                  |
| 1987             | シドニー・ クロアチア       |                  | NSL              |                              |                  |                  |                  |                  |                  |                  |                  |
| 1988             | シドニー・ クロアチア       |                  | NSL              |                              |                  |                  |                  |                  |                  |                  |                  |
| 1989             | シドニー・ クロアチア       |                  | NSL              |                              |                  |                  |                  |                  |                  |                  |                  |
| 1989-90          | シドニー・ クロアチア       |                  | NSL              |                              |                  |                  |                  |                  |                  |                  |                  |
| オランダ         | オランダ                    | オランダ         | オランダ         | リーグ戦                     | リーグ戦         | リーグ杯         | リーグ杯         | KNVBカップ       | KNVBカップ       | 期間通算         | 期間通算         |
| 1990-91          | ローダ                      |                  | エールディヴィジ |                              |                  |                  |                  |                  |                  |                  |                  |
| 1991-92          | ローダ                      |                  | エールディヴィジ |                              |                  |                  |                  |                  |                  |                  |                  |
| ベルギー         | ベルギー                    | ベルギー         | ベルギー         | リーグ戦                     | リーグ戦         | リーグ杯         | リーグ杯         | ベルギー杯       | ベルギー杯       | 期間通算         | 期間通算         |
| 1992-93          | RFCリエージュ               |                  | ジュピラーリーグ |                              |                  |                  |                  |                  |                  |                  |                  |
| 1993-94          | RFCリエージュ               |                  | ジュピラーリーグ |                              |                  |                  |                  |                  |                  |                  |                  |
| 1993-94          | シャルルロワ                |                  | ジュピラーリーグ |                              |                  |                  |                  |                  |                  |                  |                  |
| オランダ         | オランダ                    | オランダ         | オランダ         | リーグ戦                     | リーグ戦         | リーグ杯         | リーグ杯         | KNVBカップ       | KNVBカップ       | 期間通算         | 期間通算         |
| 1994-95          | ローダ                      |                  | エールディヴィジ |                              |                  |                  |                  |                  |                  |                  |                  |
| 1995-96          | ローダ                      |                  | エールディヴィジ |                              |                  |                  |                  |                  |                  |                  |                  |
| 1996-97          | ローダ                      |                  | エールディヴィジ |                              |                  |                  |                  |                  |                  |                  |                  |
| 日本             | 日本                        | 日本             | 日本             | リーグ戦                     | リーグ戦         | リーグ杯         | リーグ杯         | 天皇杯           | 天皇杯           | 期間通算         | 期間通算         |
| 1997             | 広島                        | 9                | J                | 18                           | 6                | 5                | 4                | 0                | 0                | 23               | 10               |
| 1998             | 広島                        | 9                | J                | 10                           | 1                | 0                | 0                | -                | -                | 10               | 1                |
| オーストラリア   | オーストラリア              | オーストラリア   | オーストラリア   | リーグ戦                     | リーグ戦         | リーグ杯         | リーグ杯         | FFA杯            | FFA杯            | 期間通算         | 期間通算         |
| 1998-99          | ノーザン・ スピリット       |                  | NSL              |                              |                  |                  |                  |                  |                  |                  |                  |
| 1999-00          | ノーザン・ スピリット       |                  | NSL              |                              |                  |                  |                  |                  |                  |                  |                  |
| 2000-01          | ノーザン・ スピリット       |                  | NSL              |                              |                  |                  |                  |                  |                  |                  |                  |
| 通算             | 豪州                        | 豪州             | NSL              | \|\|\|\|\|\|\|\|\|\|\|\|\|\| |                  |                  |                  |                  |                  |                  |                  |
| 通算             | オランダ                    | オランダ         | エールディヴィジ | \|\|\|\|\|\|\|\|\|\|\|\|\|\| |                  |                  |                  |                  |                  |                  |                  |
| 通算             | ベルギー                    | ベルギー         | ジュピラーリーグ | \|\|\|\|\|\|\|\|\|\|\|\|\|\| |                  |                  |                  |                  |                  |                  |                  |
| 通算             | 日本                        | 日本             | J                | 28                           | 7                | 5                | 4                | 0                | 0                | 33               | 11               |
| 総通算           | 総通算                      | 総通算           | 総通算           | \|\|\|\|\|\|\|\|\|\|\|\|\|\| |                  |                  |                  |                  |                  |                  |                  |

## 代表歴

### 試合数
- 国際Aマッチ 56試合 19得点（1985年-1997年）[10]

| オーストラリア代表 | 国際Aマッチ | 国際Aマッチ |
| 年                 | 出場        | 得点        |
| ------------------ | ----------- | ----------- |
| 1985               | 2           | 1           |
| 1986               | 6           | 4           |
| 1987               | 6           | 3           |
| 1988               | 18          | 4           |
| 1989               | 4           | 2           |
| 1990               | 0           | 0           |
| 1991               | 2           | 0           |
| 1992               | 0           | 0           |
| 1993               | 6           | 1           |
| 1994               | 0           | 0           |
| 1995               | 2           | 1           |
| 1996               | 3           | 0           |
| 1997               | 7           | 3           |
| 通算               | 56          | 19          |

## 監督成績
2024年9月20日現在
| クラブ                 | 就任          | 退任           | 記録 | 記録 | 記録 | 記録 | 記録   |
| クラブ                 | 就任          | 退任           | 試   | 勝   | 分   | 敗   | 勝率   |
| ---------------------- | ------------- | -------------- | ---- | ---- | ---- | ---- | ------ |
| オーストラリア代表     | 2006年7月6日  | 2007年12月6日  | 15   | 6    | 4    | 5    | 040.00 |
| セントラルコースト     | 2010年2月10日 | 2013年11月14日 | 114  | 55   | 30   | 29   | 048.25 |
| ベガルタ仙台           | 2014年2月1日  | 2014年4月9日   | 8    | 0    | 3    | 5    | 000.00 |
| シドニー               | 2014年5月8日  | 2018年7月14日  | 142  | 81   | 34   | 27   | 057.04 |
| U-23オーストラリア代表 | 2018年7月14日 | 2021年7月28日  | 9    | 5    | 3    | 1    | 055.56 |
| オーストラリア代表     | 2018年7月14日 | 2024年9月20日  | 57   | 37   | 7    | 13   | 064.91 |
| 合計                   | 合計          | 合計           | 345  | 184  | 81   | 80   | 053.33 |

## タイトル

### 選手時代
個人
- 1986年 : オーストラリアン・ナショナルサッカーリーグ　得点王、最優秀選手賞

### 監督
セントラルコースト・マリナーズFC
- Aリーグレギュラーシーズン:1回（2011-12）
- Aリーグファイナルシリーズ:1回（2013）

シドニーFC
- Aリーグレギュラーシーズン:2回（2016-17、2017-18）
- Aリーグファイナルシリーズ:1回（2017）
- FFAカップ:1回（2017）

個人
- Aリーグ最優秀監督:3回（2011-12、2016-17、2017-18）
- Aリーグオールスターチーム監督部門:1回（2011-12）
- PFAフットボール選手オブザイヤー賞:3回（2011-12、2016-17、2017-18）